# Тиофенол
Тиофенол (фенилмеркаптан, меркаптобензол) — химическое органическое соединение, ароматический тиол, один из тиофенолов.

## Физические свойства
Тиофенол — бесцветная жидкость с отвратительным запахом. Нерастворим в воде, с большинством органических растворителей смешивается в любых пропорциях.

## Химические свойства
Тиофенол по своим химическим свойствам является типичным тиолом. Кислотность тиофенола (pK = 9,55) превышает кислотность фенола (pK = 9,98). Образует стабильные соли щелочных и тяжёлых металлов:
Вступает в реакции нуклеофильного замещения и присоединения к кратным связям.
Окисляется при действии слабых окислителей или в мягких условиях до дифенилдисульфида, при действии сильных окислителей — до бензолсульфокислоты.

## Получение
Синтез тиофенола осуществляется взаимодействием серы с фенилмагнийбромидом (реактив Гриньяра) или методом восстановления бензолсульфохлорида:

## Применение
Тиофенол используется в синтезе красителей, полимеров, ингибиторов радикальных реакций, стабилизаторов, добавок к синтетическим каучукам.

## Особенности обращения, биологическое действие
Тиофенол относится к высокоопасным веществам (Класс опасности 2). При вдыхании вызывает нарушение функций нервной системы. В очень больших концентрациях может раздражать кожу и слизистые оболочки. ПДК тиофенола в воздухе рабочей зоны составляет 0,2 мг/м³, летальная доза для крыс при пероральном введении — 46,2 мг/кг (опыты на крысах).